# Історія Гвінеї-Бісау
Гвінея-Бісау — невелика країна на заході Африки, колишнє володіння Португалії.

## Середні віки
Давня  історія  Гвінеї-Бісау  погано  вивчена.  Відомо,  що  територію  країни  населяли   предки  сучасних  народів   папел,  мандьяк,  фульбе,  мандінка,   біжагош  та   інші.   Це   були   землеробські  племена,  що   вирощували   рис,   просо  та  інші  злаки,  а   також   бобові   культури.
Протягом   9-13 ст. північні райони сучасної території країни — у складі королівства Гана. У 13 -15 ст. входила до  імперії Малі,  в  15 ст.  до  держави  Сонгай.  Характер  суспільних  відносин   визначався   розкладом   первісногромадського  ладу.

## Колоніяльний період

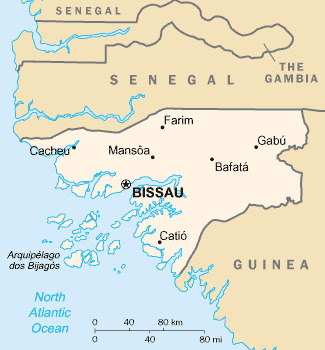
Мапа Гвінеї-Бісау

В середині 15 ст. на узбережжі країни вперше з'явились португальські мореплавці, які назвали цю місцевість «Берегом Злив». Першість відкриття території сучасної Гвінеї-Бісау оспорюється декількома мореплавцями, що досліджували береги Західної Африки в середині XV ст. за дорученням португальського принца Енріке Мореплавця. Претендентами на право першевідкривачів є:
1446 р. - Нуну Тріштан (сам Тріштан і більшість членів його експедиції були вбиті у сутичці з тубільцями в цьому ж році. До середини 20 ст традиційно вважався першевідкривачем Гвінеї-Біссау, в місті Бісау навіть стоїть присвячений йому пам'ятник. Проте, сучасні історики вважають, що він не посунувся в своєму останньому плаванні так далеко і загинув на р.Діомбос (Rio de Lago, 13°47′57″ пн.ш. 16°36′19″ зх.д.) в Сенегалі).
1446 р. - Антоніо Фернандеш
1456 р. - Альвізе Кадамосто і Антоніотто Узодімаре (досягли гирла річки Геба і островів Біжагош)
У  1466 р. португальський король надав колоністам островів Кабо-Верде право на захоплення і продаж рабів на Гвінейському узбережжі.  Протягом 16 ст. європейські работоргівці надсилали сюди свої експедиції. 1588 р. португальці з островів Кабо-Верде заснували перше поселення Кашеу і відтоді ці території відносились до колонії Островів Зеленого Мису. 1687 португальці заснували поселення Бісау.   Багато  рабів  з  території  сучасної  Гвінеї-Бісау   португальці  вивозили  до  Бразилії.  У 1879 р. Кашеу і Бісау об'єднали в окрему колонію Португальська Гвінея. Її кордони було узгоджено за португало-французькою конвенцією 1886 р. До 1920 португальці закінчили підпорядкування собі внутрішніх районів країни. 11 червня 1951 країна отримала статус «заморської провінції» Португалії. 1956 р. виник національно-визвольний рух, повстанці взялися до зброї. Їх очолив Амілкар Кабрал, котрого вбили 20 січня 1973 р. у Конакрі (Гвінея).

## Незалежність

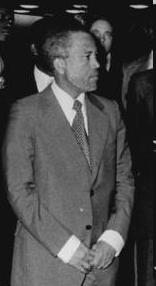
Луїш Кабрал

Незалежність країни була проголошена одностороннім чином 24 вересня 1973 р. Президентом став брат А.Кабрала — Луїш Кабрал. У квітні 1974 в Португалії сталася революція, яка відкрила колоніям шлях до незалежності. Новоутворену державу Португалія визнала 10 вересня 1974 р.
14 листопада 1980 р. внаслідок перевороту до влади доступилися марксисти на чолі з прем'єр-міністром майором Ж. Б. Вієйрою. 16 травня 1984 р. прийнята нова конституція. У 1991 керівництво держави погодилося на впровадження багатопартійності. Однак Вієйра спромігся виграти і вибори 1994 р. Далі відбулася низка військових переворотів. 7 травня 1999 Вієйру скинули військові на чолі з генералом Ансумане Мане. 14 травня тимчасовим президентом призначили М. Б. Санью. У 2000 р. президентом після виборів став Кумба Яла.